# Кан Дык Су
Кан Дык Су (кор. 강득수; 16 августа 1961, Республика Корея) — южнокорейский футболист, играл на позиции нападающего.
Выступал за клуб «Сеул», а также за национальную сборную Южной Кореи.

## Клубная карьера
Во взрослом футболе дебютировал в 1984 году выступлениями за команду клуба «Сеул», в котором провел пять сезонов, приняв участие в 139 матчах чемпионата. Большинство времени, проведенного в составе «Сеул», был основным игроком атакующего звена команды.
Завершил профессиональную игровую карьеру в клубе «Ульсан Хёндэ», за команду которого выступал в течение 1990—1991 годов.

## Выступления за сборную
В 1981 году привлекался в состав молодёжной сборной Южной Кореи. На молодёжном уровне сыграл в 3 официальных матчах.
В 1986 году вызывался в национальную сборную Южной Кореи. Был включён в её завку для участия в чемпионате мира 1986 года в Мексике. Однако ни на мировом первенстве, ни в официальных играх за сборную так и не дебютировал.

## Ссылка
- Профиль на сайте FIFA.com (англ.)
- Профиль на сайте worldfootball.net (англ.)